# Лотар-Гюнтер Бухайм
Лотар-Гюнтер Бухайм (нім. Lothar-Günther Buchheim; 6 лютого 1918 — 22 листопада 2007) — був німецьким письменником, художником і колекціонером, творецем Музею фантазії на березі озера Штарнберг під Мюнхеном. Найбільшу популярність здобув після виходу роману «Das Boot» (1973), який став світовим бестселером і основою фільму «Підводний човен».

## Ранній період життя
Бухейм народився в Веймарі (Тюрингія, Німеччина), був сином художниці Шарлотти Бухайм. Вона була не одруженою та жила з батьками. До 1924 року вони жили в Веймарі, після в Рохліці до 1932-го, потім в Хемніці . Уже тоді Бухейм-молодший підробляв в газетах і брав участь у художній виставці 1933 року, коли йому було всього 15.
Люблячи подорожувати, разом з братом він дістався до Чорного моря, по Дунаю на каное. Після того як отримав атестат зрілості в 1937-му, деякий час жив в Італії, де написав свою першу книгу Tage und Nächte steigen aus dem Strom. Eine Donaufahrt. («Дні і ночі встають з річки. Подорож по Дунаю»), яка була видана в 1941 році. Бухейм вивчав мистецтво в Дрездені і Мюнхені в 1939-му, був мобілізований в армію в 1940 році.

## Друга Світова війна
Під час війни Бухейм був офіцером пропаганди і служив зондерфюрером (Б) в роті пропаганди Крігсмаріне, писав зведення про підводні міни, есмінці і підводні човни. Робив скетчі та фотографії.

## Нагороди
- Орден «За заслуги перед Федеративною Республікою Німеччина»
  - кавалерський хрест (1983)
  - командорський хрест (1986)
  - великий офіцерський хрест (1996)
- Почесний доктор Дуйсбурзького університету (1985)
- Баварський орден «За заслуги» (1988)
- Почесний громадянин міста Хемніц (1992) — в 2001 році позбавлений через провальну виставку скандальних воєнних малюнків.
- Премія Ернста Гоферіхтера (1993)
- Орден Максиміліана «За досягнення в науці та мистецтві» (Баварія) (1998)